# Anemia elaphoglossoides
Anemia elaphoglossoides är en ormbunkeart som beskrevs av John T. Mickel. Anemia elaphoglossoides ingår i släktet Anemia och familjen Anemiaceae. Inga underarter finns listade.